# Anglards-de-Salers
Anglards-de-Salers es una comuna francesa situada en el departamento de Cantal, en la región de Auvernia-Ródano-Alpes.

## Demografía
| 1372 | 1240 | 1037 | 819 | 843 | 755 | 754 |
| Para los censos de 1962 a 1999 la población legal corresponde a la población sin duplicidades (Fuente: INSEE [Consultar]) |      |      |     |     |     |     |